# هاشم صالح (لاعب كرة قدم)
هاشم صالح (15 أكتوبر 1981)، لاعب كرة قدم عماني.
كان يلعب مع نادي الشمال القطري، وفي موسم 2007/2008 انتقل إلى نادي التضامن الكويتي، وقد حصل على لقب هداف كأس ولي العهد 2007/2008 برصيد 4 أهداف بالمناصفة مع أحمد عجب وخلف السلامة.
و هو يلعب مع منتخب عمان لكرة القدم.

## كأس الخليج

### كأس الخليج 2003
و قد سجل هدف في مرمى منتخب الإمارات لكرة القدم.

### كأس الخليج 2007
و قد سجل هدف في مرمى منتخب الكويت لكرة القدم.

## روابط خارجية
- هاشم صالح على موقع الاتحاد الدولي (مؤرشف)  (الإنجليزية)
- هاشم صالح على موقع قاعدة بيانات كرة القدم.إي يو (الإنجليزية)
- هاشم صالح على موقع ناشيونال فوتبول تيمز (الإنجليزية)
- هاشم صالح على موقع Soccerway.com (الإنجليزية)
- هاشم صالح على موقع كووورة